# Lissonomimus megaderinus
Lissonomimus megaderinus är en skalbaggsart som först beskrevs av Lane 1973.  Lissonomimus megaderinus ingår i släktet Lissonomimus och familjen långhorningar.
Artens utbredningsområde är Paraguay. Inga underarter finns listade i Catalogue of Life.